# Pierre Conner
Pierre Euclide Conner (Houston, 27 de junho de 1932 – New Orleans, 3 de fevereiro de 2018) foi um matemático estadunidense. Trabalhou principalmente com topologia algébrica e topologia diferencial.

## Vida e obra
Conner obteve um doutorado em 1955 na Universidade de Princeton, orientado por Donald Spencer, com a tese The Greens and Neumanns Problems for Differential Forms on Riemannian Manifolds.. Esteve no pós-doutorado de 1955 a 1957 (e outra vez em 1961/1962) no Instituto de Estudos Avançados de Princeton. Foi a partir da década de 1960 professor da Universidade de Virgínia, onde trabalhou com seu colega Edwin Earl Floyd, e a partir da década de 1970 na Universidade do Estado da Luisiana. Foi fellow da American Mathematical Society (AMS).

## Publicações selecionadas
Publicação individual
- Seminar on periodic maps (Lecture notes in mathematics; BD. 46). Springer, Berlin 1966.
- Lecture on the action of a finite group (Lecture notes in mathematics; Bd. 73). Springer, Berlin 1968.
- The Neumann's problem for differential forms on Riemannian manifolds (Memoirs of the AMS; Bd. 20). AMS, Providence, R.I. 1961.

Com Edwin E. Floyd
- Differential periodic maps. In: Bulletin AMS, Bd. 68 (1962), S. 76ff ISSN 0002-9904
  -  Differentiable periodic maps (Ergebnisse der Mathematik und ihrer Grenzgebiete/N.F.; Bd. 33). 2. Aufl. Springer, Berlin 1979.
- The relation of cobordism to K-theories (Lecture notes in Mathematics; Bd. 28). Springer, Berlin 1966.